# HK Jedinstvo Zagreb
HK Jedinstvo je hokejaški klub iz Zagreba. Klupsko sjedište je na adresi Zagorska 5. Utemeljen je 1948. godine, u zagrebačkom predjelu Trešnjevka. Osnivači su bili Abdon Fülepp, Franjo Lapaine, Ivan Miletić, Fedor Radoslav i Radoslav Škarica. Iste godine klub se pridružio ŠD Jedinstvo, u kojem je bio sekcija za hokej na travi. 1949. odigrava prvu utakmicu.

## Klupski uspjesi
- Prvenstva:

1950., 1951., 1952., 1953., 1954., 1955., 1957., 1959., 1961., 1962., 1963., 1964., 1965., 1969., 1970., 1977., 1980., 1993., 2000. 
- Dvoranska prvenstva:

1983., 1986., 1994., 2006/07.)
- Kupovi:

1965., 1968., 1970., 1994., 1997., 2003.
- Dvoranski kupovi:

1993., 2001., 2004., 2006.)
- Nagrada fizičke kulture grada Zagreba za najbolje športsko društvo (1961.)

## Zanimljivosti
Juniorska momčad Jedinstva nastupala je u seniorskoj konkurenciji pod imenom Trnje.

## Vanjske poveznice
- http://www.hkjedinstvo.hr  Arhivirana inačica izvorne stranice od 22. svibnja 2007. (Wayback Machine) Službene klupske stranice